# Vanessa Ponce
Silvia Vanessa Ponce de León Sánchez  (sinh ngày 7 tháng 3 năm 1992), tên thường gọi là Vanessa Ponce  là một người mẫu và Hoa hậu Thế giới 2018. Cô là người phụ nữ Mexico đầu tiên đoạt vương miện tại cuộc thi này.